# Pasadena, California
Pasadena, California là một thành phố tại quận Los Angeles, tiểu bang California, Hoa Kỳ. Thành phố nằm trong Vùng Đại Los Angeles, cách 11 dặm (18 km) về phía đông bắc của Downtown Los Angeles. Đây là thành phố đông dân nhất và là trung tâm văn hóa chính của Thung lũng San Gabriel. Với khu vực trung tâm đáng kể của nó, các nhà quan sát coi nó như một vùng ngoại ô của Los Angeles gần đó, hoặc như một trung tâm đô thị quan trọng theo đúng nghĩa của nó. 
Dân số của thành phố này là 137.122 người vào điều tra dân số năm 2010 và ước tính là 141.029 người vào năm 2019, khiến nó trở thành thành phố lớn thứ 41 ở California và là thành phố lớn thứ chín ở Quận Los Angeles. Pasadena được hợp nhất vào ngày 19 tháng 6 năm 1886, trở thành một trong những thành phố đầu tiên được hợp nhất tại khu vực ngày nay là quận Los Angeles, sau thành phố Los Angeles (ngày 4 tháng 4 năm 1850). 